# 库拉索
库拉索（荷蘭語：Curaçao，荷蘭語發音：[ky.ra.ˈsʌʊ̯]）是位于加勒比海南部，靠近委内瑞拉海岸的島嶼。该岛原为荷属安的列斯群岛的一部分。2010年10月10日，改制為荷蘭王國的构成国。库拉索首府是港口城市威廉斯塔德，過去也是荷属安的列斯的首府。庫拉索與鄰近的阿魯巴和博奈尔經常被合稱為「ABC群島」。
库拉索岛面积444平方千米，是荷属安的列斯中的最大岛屿。根据2001年荷属安的列斯人口普查显示，人口数为130,627，平均294人每平方千米。据估测，2021年时的人口数为152,369。

## 地理
库拉索岛为半干旱草原气候，位于飓风侵袭带以外。库拉索岛的植被类型与典型的热带岛国的植被类型不同，却与美国西南部相似。各种仙人掌、多刺灌木以及常绿植物在这里十分常见。库拉索岛的最高点是处于该岛西北部克里斯菲尔野生动物保护公园中的克里斯托费尔山，高度为海拔375米。这里有几条小路，人们可乘车、骑马或步行前去游览。库拉索岛有多处地点可供远足。这里还有火烈鸟常常休憩和觅食的盐水湖。距库拉索岛東南海岸15英里处坐落着一座无人小岛——“小库拉索岛”。
库拉索岛以其极适合通过水肺潜水来探索的水下珊瑚礁而闻名。其南部海滩就有许多不错的潜水区域。库拉索潜水的一项特色是，自海岸起的几百米内，海底急陡，因此无需小船就可接近到珊瑚礁。这种急陡的海底地形在当地被称作“蓝色边缘”。强烈的水流和海滩的缺少令库拉索岛多石的北部海岸难以供人们游泳及潜水。但有经验的潜水者有时还是从允许的位置下水潜游。南部海岸则十分不同，那里水流明显平静许多。库拉索岛的海岸线上点缀着许多小海湾，其中许多都适合泊船。
周边的一些珊瑚礁已经受到了游客的影响。波尔图·玛丽海滩正在试验使用人造珊瑚礁来改善珊瑚礁状况。数百块人造珊瑚礁现在已经成了众多热带鱼的家。

## 历史

现由荷兰加勒比大学使用的历史建筑"大戴夫拉"

库拉索岛最早的居民是阿拉瓦克族印第安人。1499年，西班牙探险家阿隆索·德·奥赫达率领的探险队成为首批踏足该岛的欧洲人。西班牙殖民者对原住民实施残酷镇压，导致阿拉瓦克人大量消亡。1634年，荷兰殖民者占领该岛，荷兰西印度公司在天然良港斯霍特加特湾（Schottegat）沿岸建立首府威廉斯塔德。由于缺乏贵金属资源，该岛最初未受殖民者重视，但其优越的港口条件使其逐渐发展成为重要的贸易枢纽，并在大西洋奴隶贸易中占据关键地位。1662年，荷兰西印度公司将库拉索岛打造为奴隶贸易中心，荷兰商人从非洲贩运奴隶至此，通过特许贸易体系，将奴隶转售至南美洲和加勒比各地。

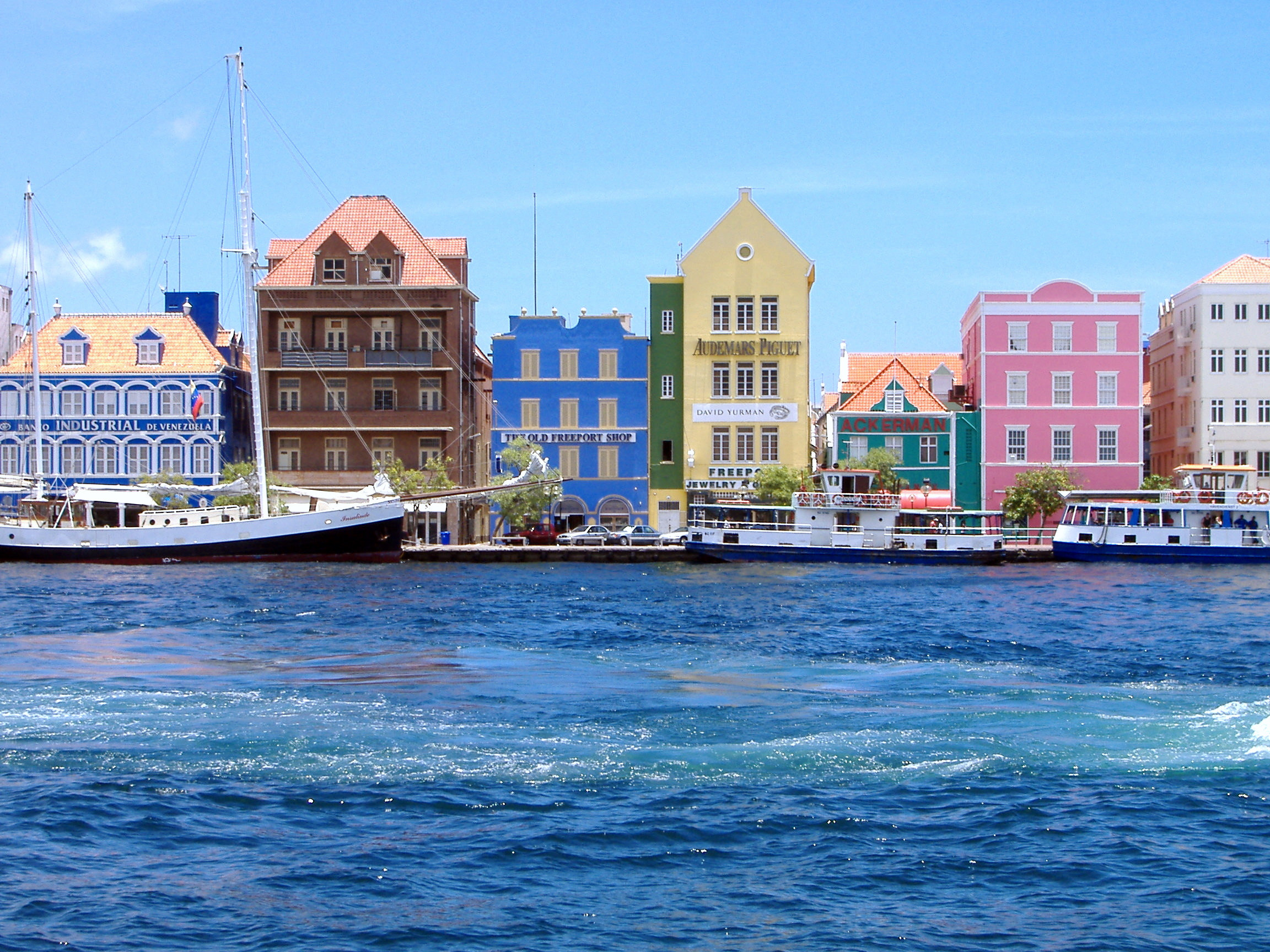
融合荷兰与西班牙风格的威廉斯塔德港区

奴隶贸易带来的财富催生了大量殖民时期建筑，其中许多至今保存完好。岛上建筑融合了荷兰与西班牙殖民风格特色，威廉斯塔德历史城区及其周边大量古建筑群于1997年被列入联合国教科文组织世界遗产名录。全岛分布着种植园时代遗留的"地屋"（landhuis）和具有西非建筑特色的"棕榈叶屋"（kas di pal'i maishi），部分遗址经过修复已向公众开放。
18至19世纪间，英国与法国曾短暂占领该岛，为当地语言文化注入了英语、法语元素。库拉索人还积极参与了委内瑞拉独立战争和大哥伦比亚独立运动等地区重大事件。1863年荷兰废除奴隶制后，经济困境促使大批库拉索人迁往古巴等地的甘蔗种植园谋生。
1914年，委内瑞拉馬拉開波盆地发现石油，彻底改变了库拉索的命运。荷兰皇家壳牌集团联合荷兰政府在原奴隶市场旧址兴建大型炼油厂，不仅创造大量就业岗位，还引发了周边国家移民潮。库拉索因其远离南美动荡局势、毗邻油田区且拥有深水港的优势，成为理想炼油基地。石油经济带来繁荣的同时也加剧了社会矛盾，1969年5月30日爆发的"五月三十日运动"使库拉索本地黑人获得了更大的政治影响力。此后政府推行旅游业发展与税收优惠政策，目标是逐步实现经济多元化。
1985年壳牌公司以象征性价格将炼油厂售予当地政府财团，此后宪政改革与经济转型成为库拉索政府的核心议题。该财团后于2019年将经营权移交委内瑞拉石油公司（PDVSA），但因委内瑞拉经济危机导致原油供应短缺、设备老化及美国制裁影响，炼油厂长期处于低效运营状态。近年库拉索着力开发文化遗产旅游资源以提振经济。
尽管近年经济衰退导致库拉索青壮年人口持续流向荷兰本土，但来自加勒比邻国、南美地区及荷兰退休群体的移入人口已形成净流入态势。这种特殊的人口流动模式使库拉索维持着动态平衡的社会结构。

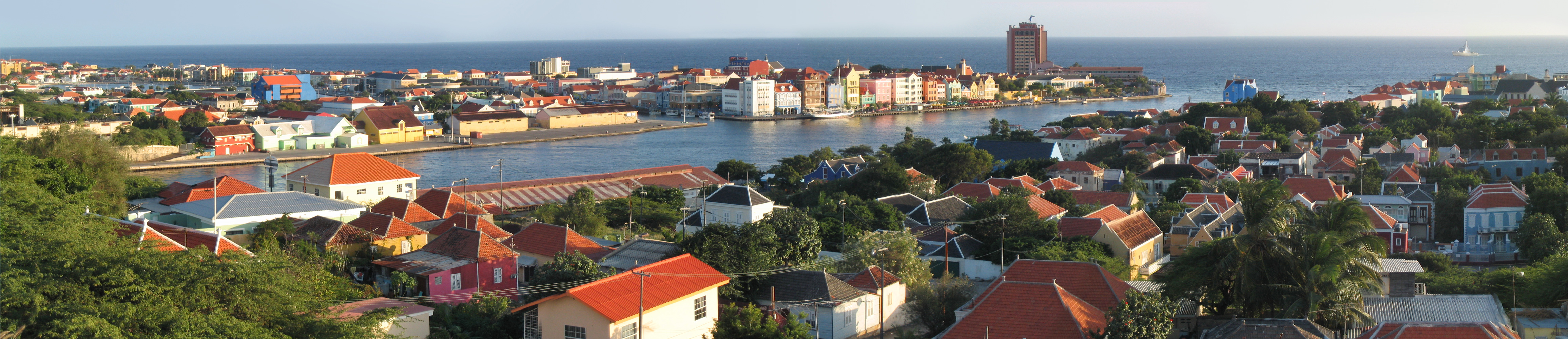
威廉斯塔德历史城区全景

## 民族
由于其历史原因，这个岛上的居民有着不同的民族背景。当代的库拉索似乎是一个多元文化的典范。库拉索的居民有不同或混合的血统。他们中大多数是加勒比黑人，而这当中就包含了许多不同种族的人群。这里也有相当多的少数民族人口，像是荷兰人、东亚人、葡萄牙人和黎凡特人。当然，近来也有许多邻国居民前往该岛，尤其是从多米尼加共和国、海地、一些讲英语的加勒比海岛和哥伦比亚来的。近年来一些荷兰养老者的流入也有显著的增加，当地人称这种现象为“pensionados”。

## 政治
库拉索岛于1954年1月1日以荷属安的列斯中一岛的身份获得了受限制的自治权。然而，岛上居民直到1960年代的社会动乱后才真正获得了充分参与政治进程的权力。2000年，该岛的政治地位又被重新搬到讨论桌上，讨论围绕其与荷属安的列斯的关系和与荷兰的关系展开。2005年4月8日，在该岛与圣马丁岛共同举行的公民投票中，居民们投票表示希望像阿鲁巴岛一样从荷属安的列斯中分离出来，否决完全独立、成为荷兰的一部分或维持现状的选项。2006年，库拉索出身的埃米莉·德容-埃赫，当选为荷属安的列斯的最後一任總理。

### 外交
作为荷兰王国的一部分，库拉索外交受到荷兰王国宪章约束，由王国管辖 。库拉索全权公使是荷兰王国部长理事会的成员。该理事会每月至少召开一次会议，讨论包括外交关系在内的王国事务。
以下国家在库拉索设有领事机构：
- 中國[4]：中国驻威廉斯塔德总领事馆
- 哥伦比亚[5]
- [6]
- 德国[4]
- 海地[4]
- 俄羅斯[4]
- 苏里南[7]
- 英国[4]
- 美国[4]
- 委內瑞拉[4]

## 经济
该岛的主要产业有炼油、旅游业、海外银行业。海运和其他与威廉斯塔德港相关的商业活动為当地经济的主要來源。

## 语源
库拉索的名称（Curaçao）起源至今仍在争论。一种解释是说该名起源于葡萄牙语“心脏”（coração）一词。另一种解释是说，库拉索是岛上当地人曾经称呼自己族群的名字。有人以早期的西班牙语用法作为理由支持这第二种说法，因为西班牙语曾用（为西班牙人称呼殖民地土著的用语）称呼当地居民。库拉索在帕皮阿门托语的写法为。由于一种深蓝色的利口酒名叫“蓝色库拉索”，“库拉索”这个词（在现代葡萄牙语写作）已经成为一个有时特别形容蓝色阴影的形容词。

## 语言
库拉索岛是一个多种语言并存的社会。在岛上广泛使用的语言有帕皮阿门托语、荷兰语、西班牙语和英语。荷兰语为官方语言，但讲帕皮阿门托语——这种结合了葡萄牙语、西班牙语、荷兰语、法语以及阿拉瓦克语的语言的人占据了本地居民的大多数。讲其他语言的本地人数量也相当可观。每个人讲其非母语时的流畅程度各有不同。由于西班牙语曾是该岛殖民统治时期的其中一个阶段里唯一的官方语言，讲西班牙语的人数比讲荷兰语的多。自20世纪九十年代起，英语和帕皮阿门托语也成为了官方语言。在20世纪初期为了方便壳牌公司主管人员的子女受教育，荷兰语曾是该岛教育系统的唯一授课语言。1914年之前，使用西班牙语和帕皮阿门托语教学的学校数量有所增加。在20世纪八十年代中期，帕皮阿门托语试验性地再次被引入学校课程，以这种语言进行的教学获得了前所未有的动力。最近政坛正在争论是否应该将帕皮阿门托语作为当地唯一的教学语言。

## 宗教
根据2001年的人口普查结果来看，占到当地居民总数85%的人口信奉天主教。其他主要宗教有新教、安息日会和卫理宗。除了这些正式的基督教派别外，还有一些居民信奉在宗教习惯上类似于薩泰里阿教和伏都教的非洲宗教信仰。与拉丁美洲其余地区相同，东正教的势力在该岛正在增强。这里不仅有印度教徒，也有穆斯林。犹太教徒的规模虽然很小，但其在库拉索岛的历史上却有着重要的影响：1651年，库拉索岛上成立了美洲第一个犹太教会，美洲最早的犹太教堂也在这里被持续使用至1730年。

## 文学
多种语言和文化的交融影响着库拉索，并产生了一种与众不同的文学传统。这里的文学作品主要以荷兰语和帕皮阿门托语呈现出来。以魔幻现实主义为特色的叙事手法和比喻逐渐走向主流。来自库拉索岛的小说家和诗人对加勒比和荷兰文学作出了重要的贡献。其中著名的有柯拉·戴布洛、法蘭克·馬丁·亞雷恩、Pierre Lauffer、Elis Juliana、波利·范李文、提普·馬魯格。

## 大学教育
与荷属安的列斯其他地方相比，库拉索的教育水平在地区内算是较为不错的。主要的高等学院有：
- 荷属安的列斯大学（The University of the Netherlands Antilles, UNA）
- 圣马丁内斯大学（St. Martinus University） （页面存档备份，存于）
- 荷兰加勒比大学（The University of the Dutch Caribbean, UDC）
- 加勒比国际大学（Caribbean International University, CIU） （页面存档备份，存于）

## 食品
当地的食物叫做Krioyo（西班牙语：Creole），当地人称他们的食物最好地结合了加勒比菜和拉丁美洲菜的口味与技术。其中的一些食品例如：Stoba（一种用番木瓜、牛肉和羊肉等多种原料制成的炖肉）、Jambo（一种用秋葵和海鲜做的汤）、Kadushi（仙人掌汤）、Sopi Mondongo（含有动物肠子的汤）、Funchi（一种玉米面食），还有鱼和其他的海鲜。这里产的一種名為苦橙(Laraha)，顧名思義果肉很苦難以食用，但外皮香氣適合釀酒，即在这里发明了庫拉索酒（酒與島嶼同名都稱為，是利口酒的一種）。这里还有许多被称作“小吃店”的中国餐馆供应当地菜肴。荷兰菜主要在某些家庭中存在，而餐馆中却少见。这里的餐后甜点都很甜。在婚礼上人们经常可以吃到很多种Kos Dushi（字面意思是“甜的东西”）：Kokada（椰子糖）、Ko'i Lechi（浓缩奶糖）以及Tentalaria（花生糖）。

## 名人
来自库拉索的名人包括：

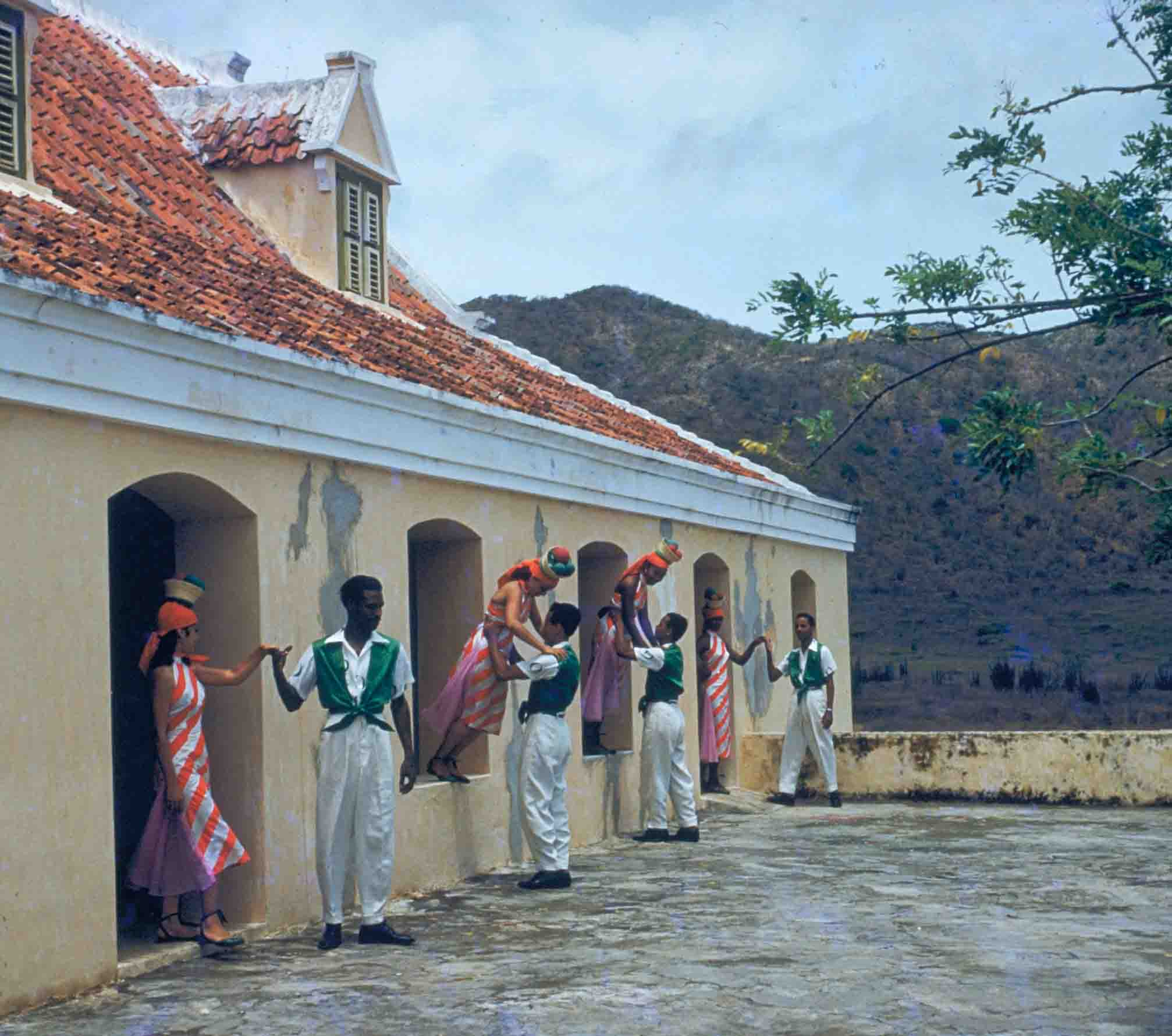
庫拉索當地的傳統舞蹈，巴拉瓦亚舞。

- 安德魯·瓊斯（Andrew Jones）：美国职业棒球大联盟的运动员。
- 伊萨琳·卡利斯特（Izaline Calister）：爵士乐、民族爵士乐和库拉索krioyo音乐歌手。
- 兰达尔·科尔森（Randal Corsen）：爵士乐貝斯手。
- 塔尼亚·克罗斯（Tania Kross）：女中音歌手。
- 图拉：1795年奴隶支持行动的领导者。
- 丹尼尔·德莱昂：美國社会主义推廣者。出生於庫拉索，6歲時移民德國，之後再移民至美國。
- 肯利·简森（Kenley Jansen）：美国职业棒球大联盟洛杉矶道奇队的投手。